# لکیت مالاخ
لکیت مالاخ (به لاتین: Ləkit Malax) یک منطقه مسکونی در جمهوری آذربایجان است که در شهرستان قاخ واقع شده است. لکیت مالاخ ۱۲۷ نفر جمعیت دارد.